# Mangelia androyensis
Mangelia androyensis là một loài ốc biển, là động vật thân mềm chân bụng sống ở biển trong họ Conidae, họ ốc cối. Loài này được Bozzetti miêu tả khoa học lần đầu tiên năm 2009.